# Marché de Noël de Colmar
Le marché de Noël de Colmar est un marché de Noël traditionnel alsacien de Colmar, dans le Haut-Rhin, en Alsace. Il a lieu tous les ans et commence le premier week-end de l'Avent pour se finir le 30 ou 31 décembre. Son important succès est en grande partie dû à son cadre alsacien médiéval pittoresque, typique et préservé, haut lieu du tourisme alsacien international.

## Historique
Colmar perpétue la tradition alsacienne du Christkindelsmärik fondé en 1570 à Strasbourg (marché de Noël germanique chrétien de la Saint-Nicolas, traditionnel des cultures alsacienne et allemande, ou marché de l’Enfant Jésus en alsacien). 

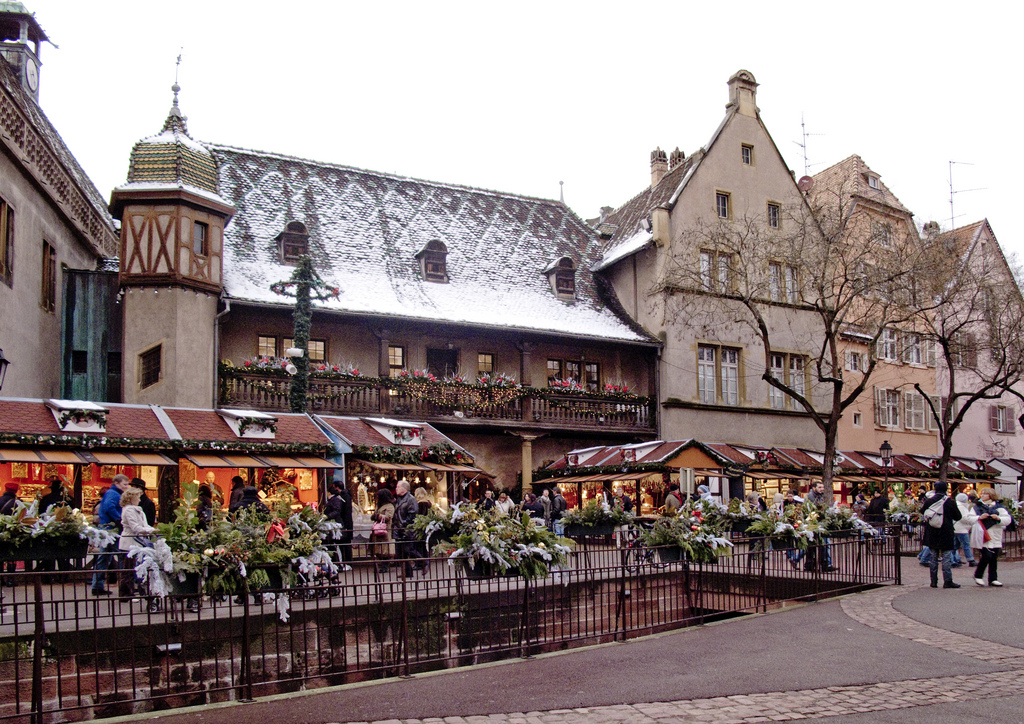
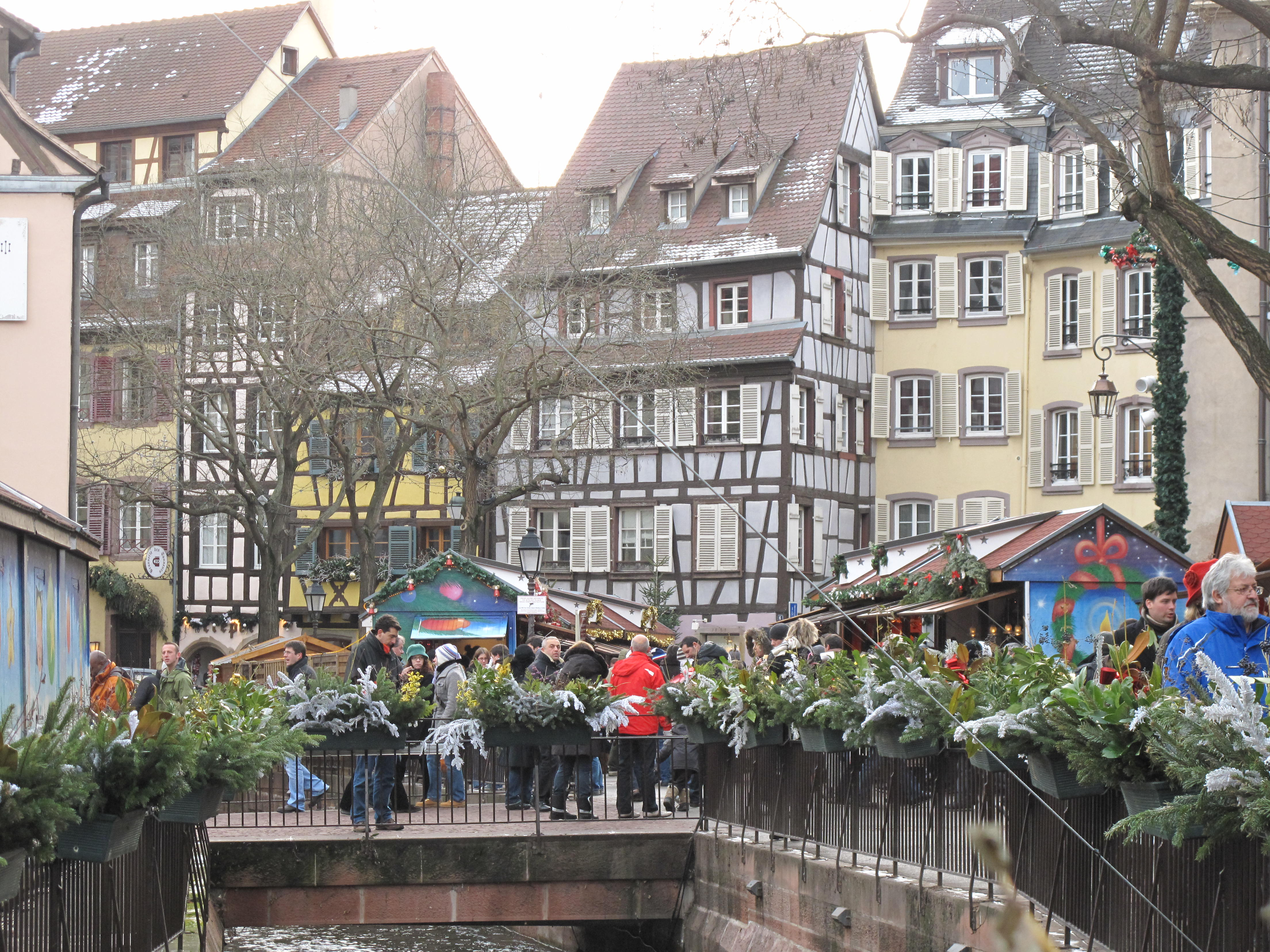
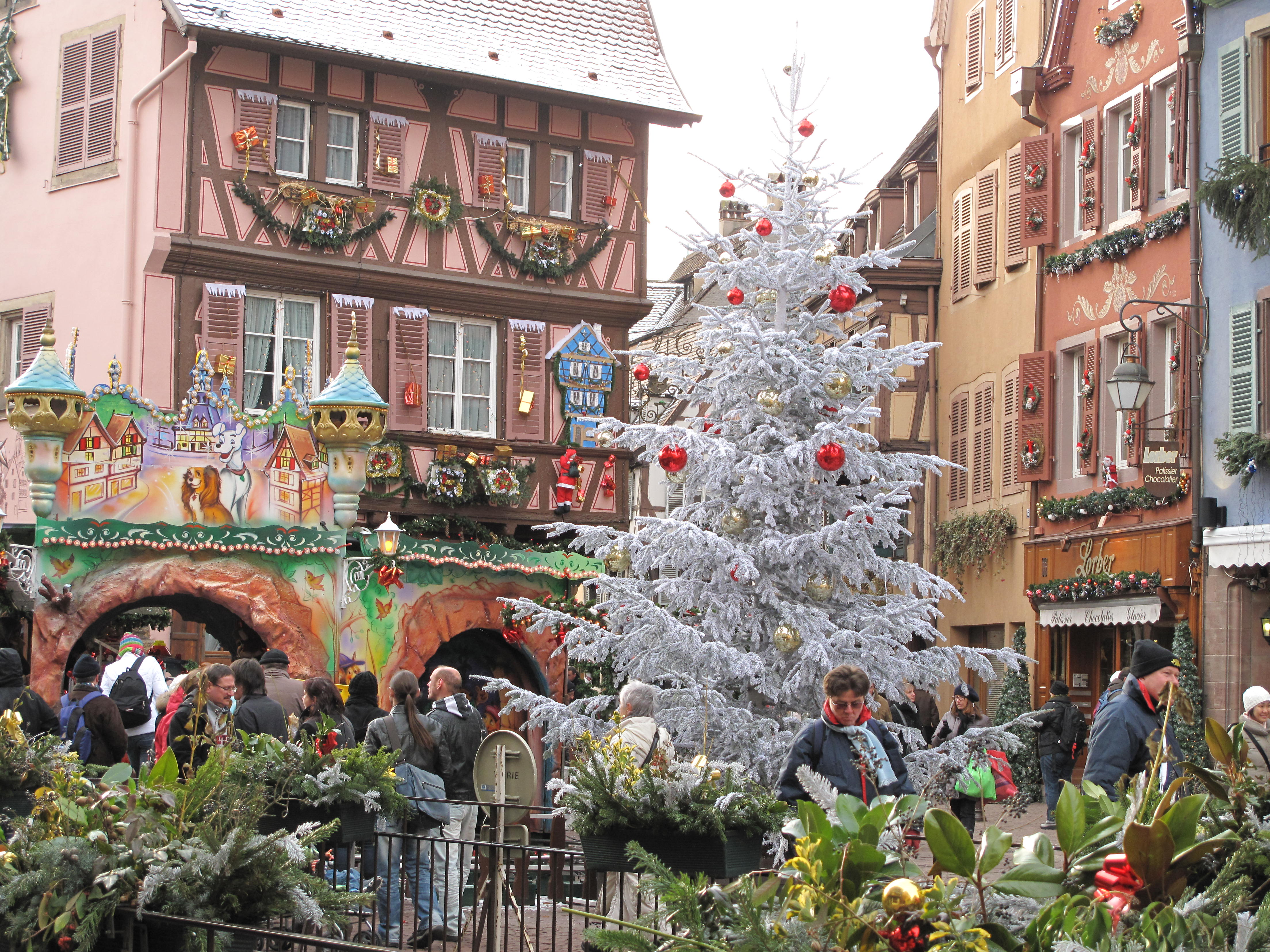
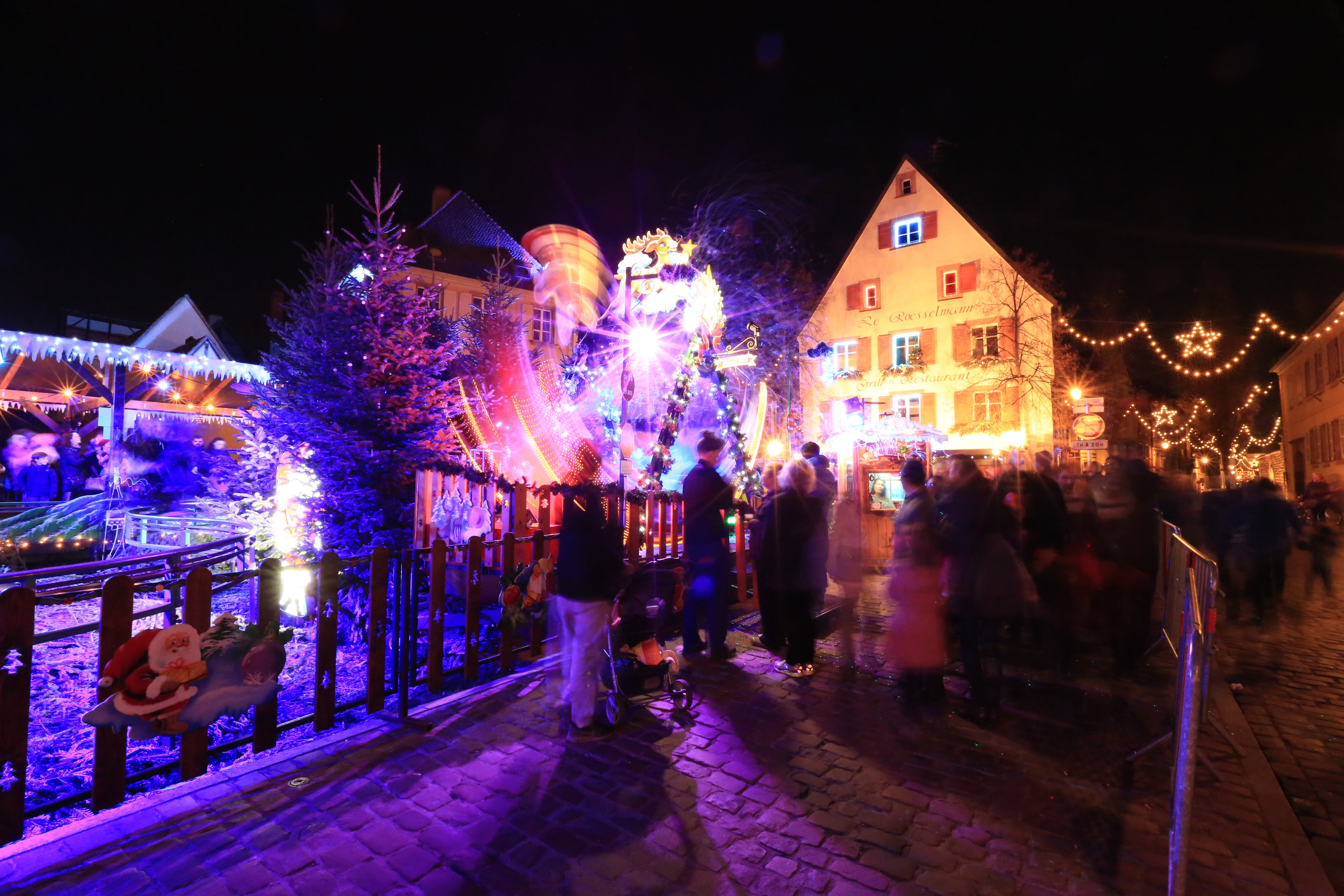

Il est réparti généralement autour de cinq des principales places du centre historique, dans un cadre pittoresque préservé de maison à colombages alsacien, illuminé dans l'esprit de Noël, entre restaurants, winstub, boutiques, et environ 200 chalets / échoppes installés pour l'occasion. Il est essentiellement consacré aux produits régionaux, à l'artisanat / artisanat d'art, décorations de Noël, cadeau de Noël...
- Place des Dominicains (Colmar), et son couvent des Dominicains de Colmar du XIVe siècle
- Place de l'Ancienne-Douane, et son ancienne douane (Koïfhus) du XVe siècle (petite Venise de Colmar)
- Place des Six-Montagnes-Noires
- Place Jeanne-d'Arc (Colmar)
- Place Rapp
- Marché aux sapins

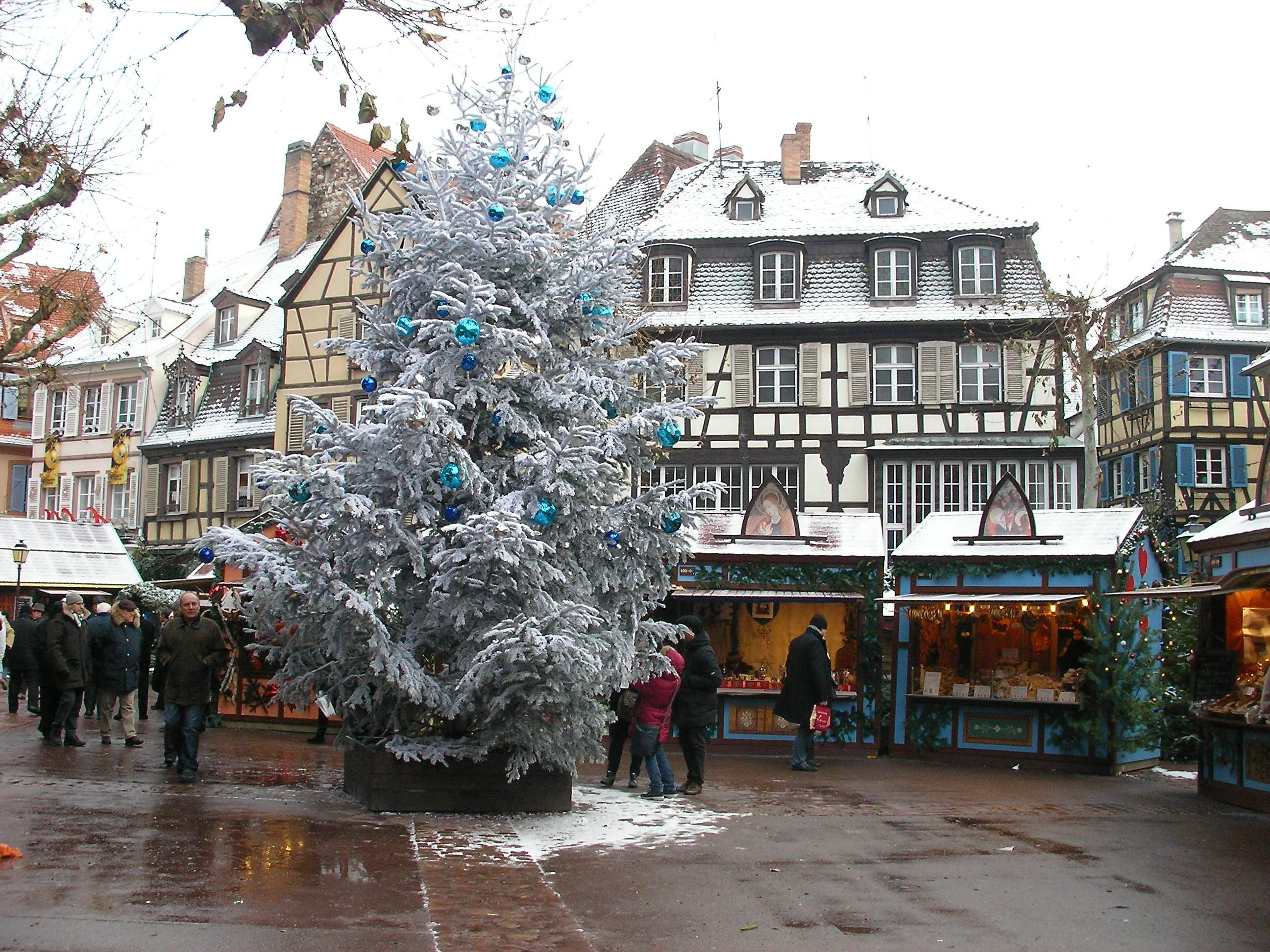
Marché de Noël place des Dominicains.
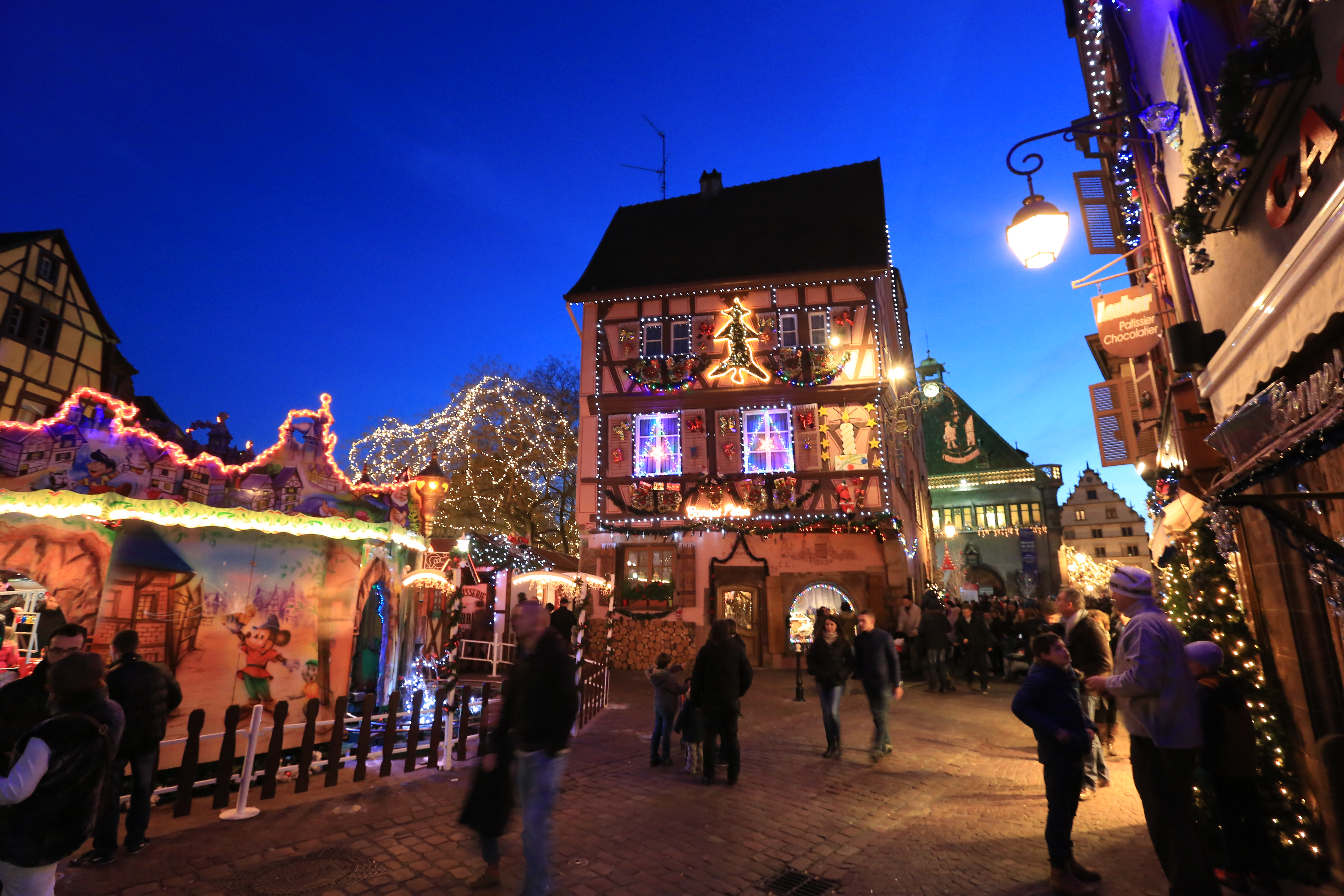
La maison du Pèlerin.
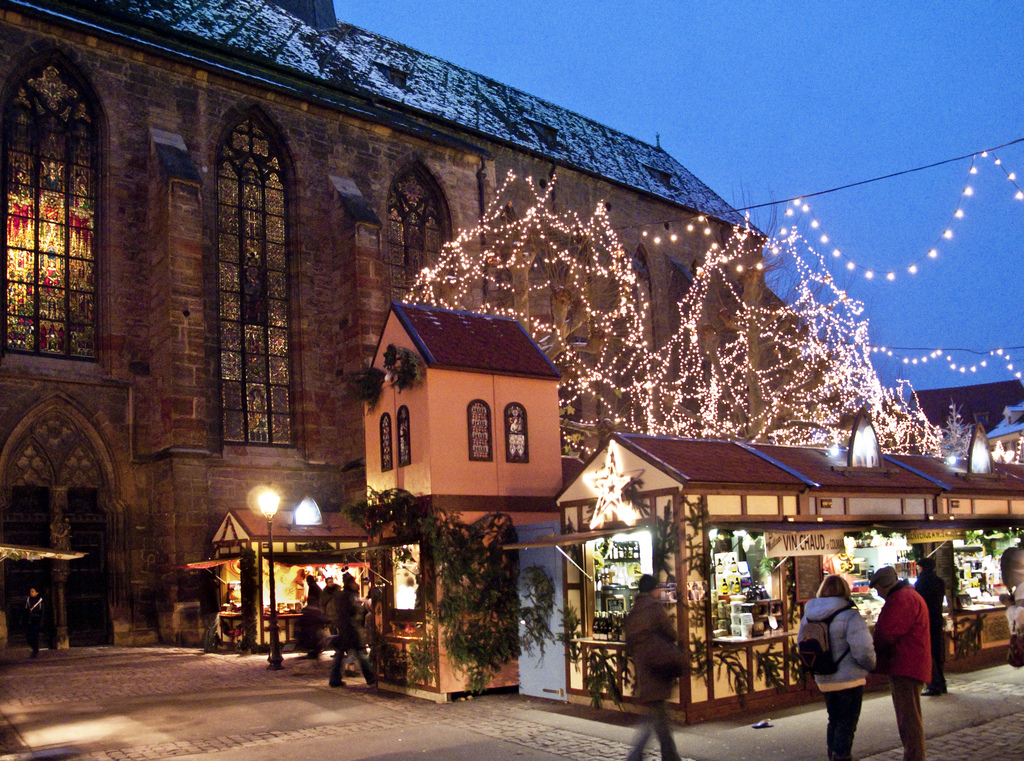
Marché de Noël place des Dominicains.
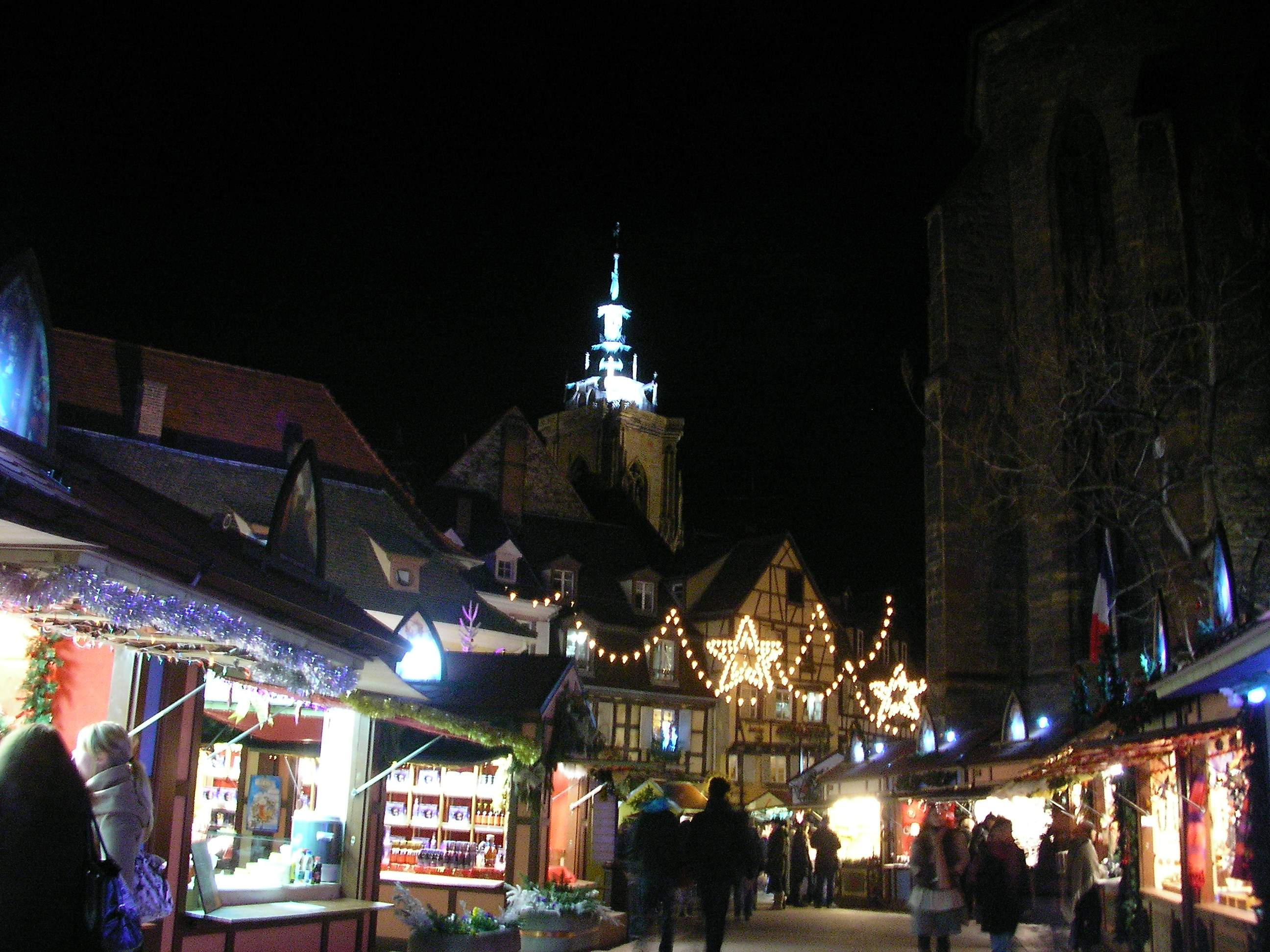
Marché de Noël place des Martyrs-de-la-Résistance.
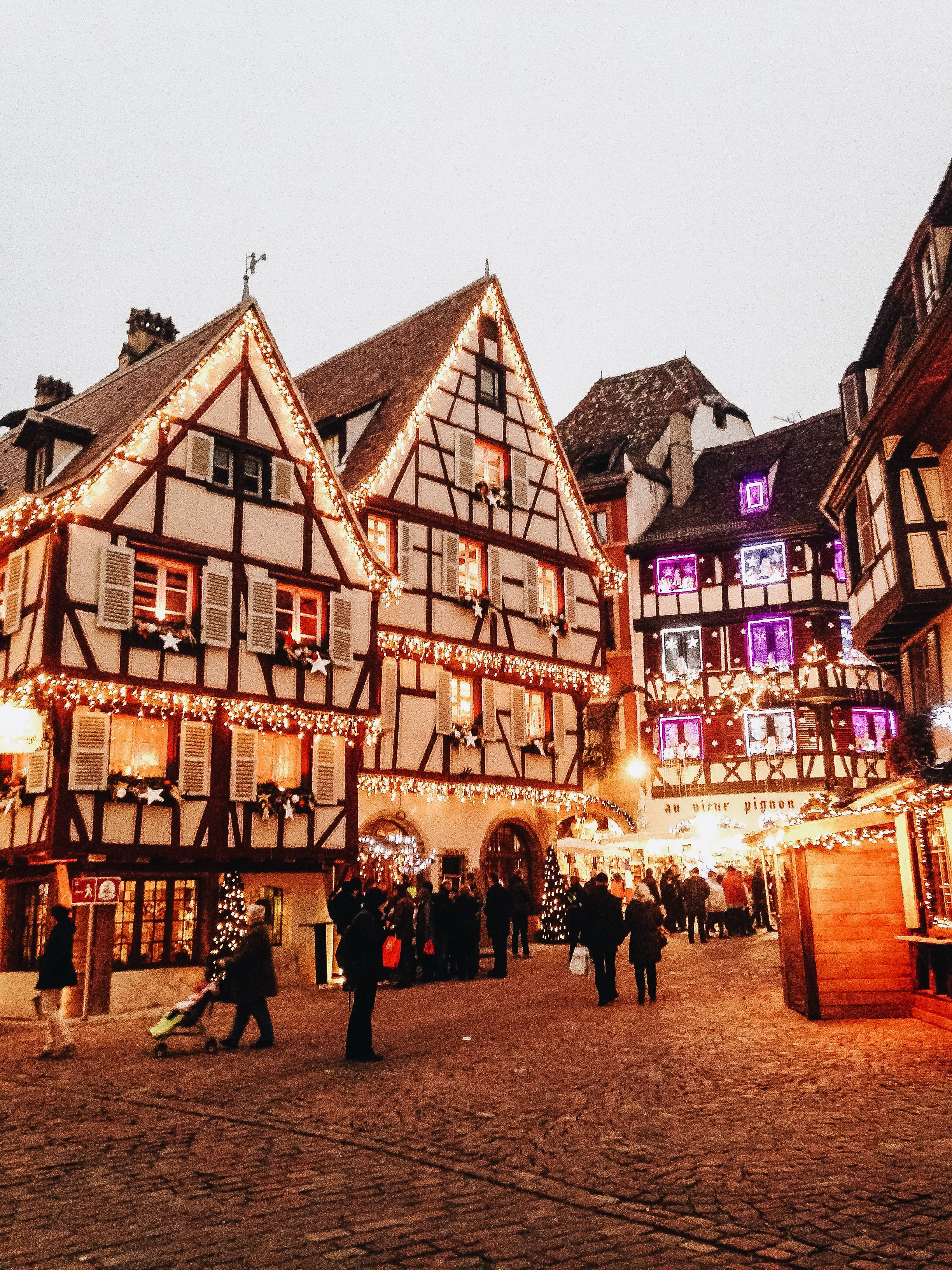
Illuminations au croisement de la Grand'Rue et de la rue des Marchands.

Il propose également de quoi se restaurer avec ses nombreux restaurants alsaciens et boutiques de viticulteurs locaux du vignoble d'Alsace, produits de la gastronomie régionale traditionnelle, choucroute d'Alsace, foie gras, châtaigne, tartines, vin chaud, spätzle, bretzel, bredele, mannele, beerawecka (pain de fruit), cannelle, gâteaux, kouglof, pain d'épices, nougat, friandise, confiseries, pâte d'amande, fruit sec, fruit confit ... 